# Caudron C.714
O Caudron C.714 foi um caça desenvolvido pela Caudron-Renault para a Força Aérea Francesa nas vésperas da Segunda Guerra Mundial. Uma das versões viu uma produção limitada e foram pilotadas por polacos a voar pela França depois da rendição da Polónia em 1939. Um pequeno número de exemplares também foram exportados para a Finlândia.